# Arthrosporum
Arthrosporum — рід грибів родини Ramalinaceae. Назва вперше опублікована 1853 року.

## Класифікація
До роду Arthrosporum відносять 4 види:
- Arthrosporum accline
- Arthrosporum frigoris
- Arthrosporum populorum
- Arthrosporum trigemme